# (5573) Hilarydownes
(5573) 1981 QX es un asteroide perteneciente al cinturón de asteroides descubierto el 24 de agosto de 1981 por Antonín Mrkos desde el Observatorio Kleť, České Budějovice, República Checa.

## Designación y nombre
Designado provisionalmente como 1981 QX. Fue nombrado Hilarydownes en honor a Hilary Downes, una petróloga planetaria del Birkbeck College de Londres. Experta en manto terrestre, y su investigación en ciencia planetaria busca comprender la evolución geológica del cuerpo progenitor de meteoritos de ureilita.

## Características orbitales
Hilarydownes está situado a una distancia media del Sol de 2,591 ua, pudiendo alejarse hasta 3,344 ua y acercarse hasta 1,838 ua. Su excentricidad es 0,290 y la inclinación orbital 11,20 grados. Emplea 1523,54 días en completar una órbita alrededor del Sol.

## Características físicas
La magnitud absoluta de Hilarydownes es 13,8. Tiene 10,015 km de diámetro y su albedo se estima en 0,097. 